# Skvernyj anekdot
Skvernyj anekdot (russisk: Скверный анекдот) er en sovjetisk spillefilm fra 1966 af Aleksandr Alov og Vladimir Naumov.

## Medvirkende
- Jevgenij Jevstignejev som Pralinskij
- Viktor Sergatjov som Pseldonimov
- Aleksandr Gruzinskij som Mlekopitajev
- Jelena Ponsova som Mlekopitajeva
- Jelizaveta Nikisjjikhina